# Nicola Cabibbo
Nicola Cabibbo (Roma, 10 d'abril de 1935 – 16 d'agost de 2010) fou un físic italià, conegut pel seu treball en la interacció feble. Cabibbo fou president de l'Institut Nacional de Física Nuclear (Itàlia) de 1983 a 1992 i de 1993 fins a la seva mort fou el president de l'Acadèmia Pontifícia de les Ciències.

## Biografia
El treball més important de Cabibbo en la interacció feble va ser motivat per la necessitat d'explicar dos fenòmens experimentals:
- Les transicions amb probabilitats similars (i.e. amplituds similars) entre quarks amunt i avall, electrons i neutrí d'electró, i muons i neutrí de muó; i
- les transicions amb canvi d'estranyesa amb amplituds iguals a un quarta part d'aquelles sense canvi d'estranyesa.

Cabibbo va resoldre aquests dos problemes, a partir del treball de Murray Gell-Mann i Maurice Lévy, postulant la universalitat feble, la qual implica una semblança en la força d'acoblament feble entre diferents generacions de partícules. Va resoldre el segon problema introduint un angle de barreja θC (anomenat l'angle de Cabibbo), entre els quarks avall i estrany. Les mesures modernes indiquen θC = 13.04°. Abans de la descoberta de la tercera generació de quarks, la teoria de Cabibbo fou estesa per Makoto Kobayashi i Toshihide Maskawa mitjançant l'anomenada matriu de Cabibbo–Kobayashi–Maskawa. El 2008, Kobayashi i Maskawa van compartir el Premi Nobel de Física per aquest treball (un premi no compartit, sorprenentment, amb Cabibbo).
Cabibbo va investigar aplicacions de supercomputadors en problemes en física moderna als experiments SIMI 100 i SIMI 1000. Igualment, va donar suport a la rehabilitació del filòsof italià executat Giordano Bruno com a possible model per corregir les errades històriques fetes per l'església catòlica, citant les disculpes pel cas de Galileo Galilei. El 16 d'agost de 2010, va morir de problemes respiratoris a un hospital de Roma a l'edat de 75 anys. El 2011, l'Institut Franklin li va atorgar la Medalla Benjamin Franklin de Física.